# Aníbal Leguizamón
Aníbal Andrés Leguizamón Espínola (Bernal, Argentina; 10 de enero de 1992) es un futbolista argentino-paraguayo. Juega como defensa y su equipo actual es el Club Atlético Belgrano de la Primera División de Argentina.

## Trayectoria
Se inició juagando como juvenil con Arsenal de Sarandí, antes de comenzar su carrera de alto nivel con Sportivo Barracas en el Torneo Argentino B. En 2015, se unió al Argentino de Quilmes para disputar el Torneo Federal A en donde llegó a marcar cuatro goles en setenta y dos partidos jugados en los dos años que estuvo con el club, sin embargo en junio de 2017 dejó el equipo después de aceptar fichar por Defensores de Belgrano en el que pasó a marcar cinco goles; dos de ellos contra Gimnasia y Esgrima y con Unión de Sunchales, Sarmiento de Resistencia y Estudiantes de Río Cuarto con un gol cada uno.
El 20 de junio de 2018 fichó por su ex-club, el Arsenal de Sarandí que ese entonces disputaba la Primera B Nacional. Su debut profesional llegó el 15 de septiembre durante una derrota ante Instituto.
En junio de 2019 ficho por Emelec de la Serie A de Ecuador en calidad de préstamo. Hizo su debut el 13 de julio contra Fuerza Amarilla, anotando un autogol en el primer minuto antes de salir lesionado después de llevar diecisiete minutos en la cancha. Al regresar de una lesión, Leguizamón hizo un total de doce apariciones durante su período temporal de doce meses y terminó como capitán del club. El 17 de junio de 2020, Emelec activó su opción de compra por Leguizamón.

## Estadísticas

### Clubes
Actualizado al último partido disputado el 2 de mayo de 2025.
| Argentino de Quilmes Argentina   | 3.ª                 | 2014-15             | 0   | 0  | 1  | 0 | —  | — | 1   | 0  |
| Argentino de Quilmes Argentina   | Total club          | Total club          | 0   | 0  | 1  | 0 | 0  | 0 | 1   | 0  |
| Defensores de Belgrano Argentina | 3.ª                 | 2017-18             | 31  | 5  | 3  | 0 | —  | — | 34  | 5  |
| Defensores de Belgrano Argentina | Total club          | Total club          | 31  | 5  | 3  | 0 | 0  | 0 | 34  | 5  |
| Arsenal Argentina                | 2.ª                 | 2018-19             | 21  | 1  | 1  | 0 | —  | — | 22  | 1  |
| Arsenal Argentina                | Total club          | Total club          | 21  | 1  | 1  | 0 | 0  | 0 | 22  | 1  |
| C. S. Emelec · Ecuador           | 1.ª                 | 2019                | 8   | 0  | 4  | 2 | 0  | 0 | 12  | 2  |
| C. S. Emelec · Ecuador           | 1.ª                 | 2020                | 28  | 1  | —  | — | 4  | 0 | 32  | 1  |
| C. S. Emelec · Ecuador           | 1.ª                 | 2021                | 31  | 2  | 0  | 0 | 6  | 0 | 37  | 2  |
| C. S. Emelec · Ecuador           | 1.ª                 | 2022                | 18  | 0  | 2  | 0 | 4  | 0 | 24  | 0  |
| C. S. Emelec · Ecuador           | 1.ª                 | 2023                | 26  | 2  | —  | — | 11 | 0 | 37  | 2  |
| C. S. Emelec · Ecuador           | 1.ª                 | 2024                | 14  | 0  | 0  | 0 | —  | — | 14  | 0  |
| C. S. Emelec · Ecuador           | Total club          | Total club          | 125 | 5  | 6  | 2 | 25 | 0 | 156 | 7  |
| Belgrano Argentina               | 1.ª                 | 2024                | 14  | 1  | 0  | 0 | —  | — | 14  | 1  |
| Belgrano Argentina               | 1.ª                 | 2025                | 9   | 0  | 1  | 0 | —  | — | 10  | 0  |
| Belgrano Argentina               | Total club          | Total club          | 23  | 1  | 1  | 0 | 0  | 0 | 24  | 1  |
| Total en su carrera              | Total en su carrera | Total en su carrera | 200 | 12 | 12 | 2 | 25 | 0 | 237 | 14 |
| 1. 2.                            |                     |                     |     |    |    |   |    |   |     |    |

### Participaciones internacionales
| Torneo                 | Club         | País    | Resultado        |
| ---------------------- | ------------ | ------- | ---------------- |
| Copa Libertadores 2019 | C. S. Emelec | Ecuador | Octavos de final |
| Copa Sudamericana 2020 | C. S. Emelec | Ecuador | Segunda ronda    |
| Copa Sudamericana 2021 | C. S. Emelec | Ecuador | Fase de grupos   |
| Copa Libertadores 2022 | C. S. Emelec | Ecuador | Octavos de final |

## Palmarés

### Campeonatos nacionales
| Título             | Club    | País      | Año     |
| ------------------ | ------- | --------- | ------- |
| Primera B Nacional | Arsenal | Argentina | 2018-19 |

## Vida personal
Leguizamón es el sobrino de los exfutbolistas paraguayos  Darío Espínola y Oscar Espínola.